# پوتالام
پوتالام (به لاتین: Puttalam) یک منطقهٔ مسکونی در سری‌لانکا است که در ناحیه پوتالام واقع شده‌است.

## خصوصیات
پوتالام ۴۵٬۴۰۱ نفر جمعیت دارد.